# گروه بهجت
گروه بهجت (انگلیسی: Bahgat Group) شرکت خوشه‌ای مصری است، که در سال ۱۹۸۰ تأسیس شد.